# Parque forestal de Valdebebas-Felipe VI
El parque forestal de Valdebebas-Felipe VI es un parque público de la ciudad de Madrid, dentro del desarrollo urbanístico de Valdebebas. La inauguración parcial de 340 hectáreas se llevó a cabo en marzo de 2015. La extensión final del proyecto del parque es de 470 ha. Se trata del segundo parque público de Madrid en extensión, solo superado por la Casa de Campo. El parque lleva el nombre del rey Felipe VI de España.
El proyecto fue definido en el Plan General de Ordenación Urbana de Madrid (PGOUM) de 1997.

## Denominación

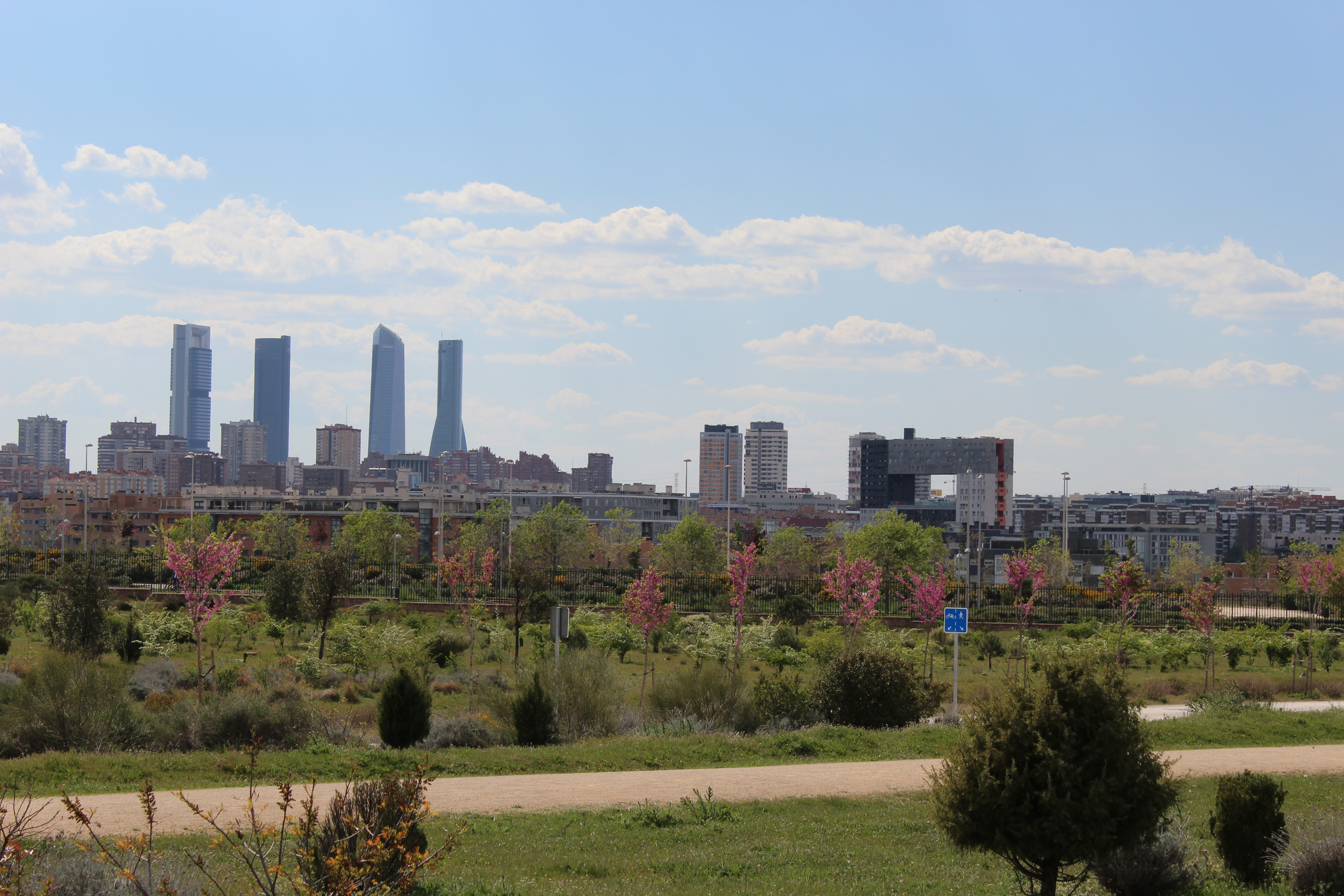
Vista de las Cuatro Torres

Denominado preliminarmente parque forestal de Valdebebas, en 2015, el gobierno municipal de Ana Botella aprobó con mayoría absoluta de los votos de los concejales del PP el cambio de nombre a parque de Felipe VI, con los votos en contra de los concejales de la oposición en el pleno (PSOE, IU y UPyD).
En febrero de 2017 una consulta popular no vinculante sobre el nombre del parque organizada por el gobierno municipal de Manuela Carmena y restringida a los habitantes del distrito de Hortaleza arrojó una preferencia por que este recuperara el nombre oficial de parque forestal de Valdebebas (65 % a favor, aunque solo votó el 2% de electores), en detrimento de mantener el nombre de parque de Felipe VI. El 25 de septiembre de 2019 y tras el acuerdo de todos los grupos municipales el parque recuperó el nombre de Felipe VI uniéndolo al anterior.

## Ubicación
Desarrollado sobre las antiguas escombreras de Las Cárcavas, el mayor vertedero ilegal de Madrid en la década de 1990, se encuentra ubicado en el barrio de Valdefuentes, perteneciente al distrito de Hortaleza, al noreste del término municipal. Linda por el norte con la R-2, la urbanización de La Moraleja y El Encinar de los Reyes; al sur con la M-11 e Ifema; al este con el desarrollo urbanístico de Valdebebas; y al oeste con la M-40 y el desarrollo urbanístico de Sanchinarro.

## Ecología
El parque se inspira en la imagen de un gran árbol, que se puede divisar desde las alturas, y reproduce cinco tipos de ecosistemas representativos del interior de la península ibérica: Sistema Ibérico, Montes de Toledo, Sistema Central, La Alcarria y La Mancha. Posee más de 206 000 árboles y 183 000 arbustos, incluyendo un entorno fluvial, un arboreto, zonas agrícolas, un laberinto, un humedal natural y el bosque participativo de los ciudadanos.
Su concepción es ecosostenible, por lo que está conectado a la red de agua regenerada de Madrid y posee tres embalses de 88 000 metros cúbicos de agua regenerada que dan servicio al sistema de riego y al circuito de agua. Cuenta además con un carril bici deportivo alrededor de su perímetro y una extensa red de senderos peatonales, incluida una vía pecuaria que cruza el ámbito en dirección norte-sur y conecta con la red regional de cañadas reales hacia el norte.